# Ilja Schkuryn
Ilja Sjarhejewitsch Schkuryn (belarussisch Ілья Сяргеевіч Шкурын; * 17. August 1999 in Wizebsk) ist ein belarussischer Fußballspieler.

## Karriere

### Verein
Schkuryn begann seine Karriere beim FK Wizebsk. Sein Debüt für die Profis von Wizebsk in der Wyschejschaja Liha gab er im Juli 2017, als er am 16. Spieltag der Saison 2017 gegen den FK Krumkatschy Minsk in der 74. Minute für Rafael Ledesma eingewechselt wurde. Bis Saisonende kam er zu vier Einsätzen in der höchsten belarussischen Spielklasse, in denen er ein Tor machte. Zur Saison 2018 rückte Schkuryn fest in den Profikader von Wizebsk. In jener Spielzeit kam er zu sieben Erstligaeinsätzen.
Zur Saison 2019 schloss er sich dem Ligakonkurrenten FK Enerhetyk-BDU Minsk an. Für Enerhetyk kam er in der Saison 2019 zu 26 Einsätzen in der Wyschejschaja Liha, in denen er 19 Tore machte. Dadurch wurde er mit fünf Treffern Vorsprung auf Stanislau Drahun Torschützenkönig der belarussischen Liga. Zur Saison 2020 wechselte er weiter innerhalb der Liga zum FK Dinamo Brest.
Allerdings wechselte Schkuryn nach nur einem Tag bei Dinamo Brest am 9. Januar 2020 nach Russland zu ZSKA Moskau, nachdem die Russen seine Ausstiegsklausel aktiviert hatten. Für ZSKA kam er bis zum Ende der Saison 2019/20 zu vier Einsätzen in der Premjer-Liga. In der Saison 2020/21 kam er zu neun Einsätzen, in denen er drei Tore erzielte. Zur Saison 2021/22 wurde er in die Ukraine an Dynamo Kiew verliehen. Nach einer halbjährigen Leihe zum polnischen Erstligisten Raków Częstochowa wurde er im September 2022 nach Israel zu Maccabi Petach Tikwa verliehen.

### Nationalmannschaft
Schkuryn spielte zwischen September 2017 und November 2019 sechs Mal für die belarussische U-21-Auswahl.

## Persönliches
Der ehemalige belarussische Jugendnationalspieler Schkuryn erklärte im August 2020, dass er nicht für die belarussische Nationalmannschaft spielen wolle, solange Aljaksandr Lukaschenka an der Macht des Landes sei.